# Хрущёва, Людмила Владимировна
Людми́ла Влади́мировна Хрущёва (род. 30 декабря 1955) — советская легкоатлетка, специалистка по спортивной ходьбе. Выступала за сборную СССР по лёгкой атлетике в начале 1980-х годов, обладательница Кубка мира в командном зачёте, чемпионка и призёрка первенств всесоюзного значения. Представляла город Ярославль и спортивное общество «Труд». Мастер спорта СССР международного класса. Тренер по лёгкой атлетике.

## Биография
Людмила Хрущёва родилась 30 декабря 1955 года. Занималась лёгкой атлетикой в Ярославле, окончила Ярославский государственный педагогический институт. Выступала за добровольное спортивное общество «Труд».
Первого серьёзного успеха на международном уровне добилась в сезоне 1981 года, когда вошла в состав советской сборной и выступила на Кубке мира по спортивной ходьбе в Валенсии — с результатом 23.26 взяла бронзу в личном зачёте 5 км и тем самым помогла своим соотечественницам выиграть женский командный зачёт (Кубок Эшборна).
В 1982 году одержала победу в ходьбе на 5 км на зимнем чемпионате СССР в Ессентуках и в ходьбе на 5000 метров на летнем чемпионате СССР в Киеве.
В 1983 году на Кубке мира в Бергене финишировала седьмой в личном зачёте 10 км, при этом в женском командном зачёте советские спортсменки стали вторыми.
За выдающиеся спортивные достижения удостоена почётного звания «Мастер спорта СССР международного класса».
Впоследствии работала инструктором-методистом, тренером по лёгкой атлетике в Спортивной школе олимпийского резерва № 19 в Ярославле.
В 2013 году принимала участие в ярославском этапе эстафеты олимпийского огня зимних Олимпийских игр в Сочи.